# Brookland (Wielka Brytania)
Brookland – wieś w Anglii, w hrabstwie Kent, w dystrykcie Folkestone and Hythe. Leży 38 km na południowy wschód od miasta Maidstone i 88 km na południowy wschód od centrum Londynu.